# 미쓰이촌 (야마구치현)
미쓰이촌(光井村)은 야마구치현 구마게군에 설치되었던 촌이다. 현재의 히카리시에 해당한다.